# Exempla classica
Die Fischer Bibliothek der hundert Bücher. Exempla classica ist eine deutschsprachige Buchreihe mit hundert klassischen Meisterwerken der abendländischen Literatur, die als exemplarische Klassiker gelten. Sie wurde von Walther Killy herausgegeben und erschien seit 1960 in Frankfurt am Main und Hamburg in der Fischer Bücherei des S. Fischer Verlages im Taschenbuchformat. Der letzte Band der Reihe erschien 1964, spätere Drucke einzelner Bände erschienen auch danach.

## Übersicht
- 1. Goethe: Theatralische Sendung
- 2. Molière: Misanthrop / Bürger als Edelmann
- 3. Kafka: Der Prozess
- 4. Lukrez: Von der Natur der Dinge
- 5. Shakespeare: The Sonnets / Sonette
- 6. Dostojewski: Der Jüngling
- 7. Calderón: Der standhafte Prinz / Der Richter von Zalamea
- 8. Mörike: Griechische Lyrik
- 9. Goethe: Die Wahlverwandtschaften
- 10. Stendhal: Lucien Leuwen
- 11. James Joyce: Jugendbildnis des Dichters
- 12. Ibsen: Die Wildente / Hedda Gabler
- 13. Thomas Mann: Buddenbrooks
- 14. Euripides: Die Bakchen / Hippolytos
- 15. Swift: Gullivers Reisen
- 16. Lesskow: Die Klerisei
- 17. Zola: Thérèse Raquin
- 18. Stifter: Bunte Steine
- 19. Marlowe / Ben Jonson: Doktor Faustus / Der Alchemist
- 20. Hofmannsthal: Andreas oder Die Vereinigten
- 21. Rousseau: Bekenntnisse
- 22. Cervantes: Exemplarische Novellen
- 23. Conrad: Die Schattenlinie
- 24. Kleist: Penthesilea / Prinz Friedrich von Homburg
- 25. Gontscharow: Oblomow
- 26. Grillparzer: König Ottokars Glück und Ende
- 27. Defoe: Die Pest zu London
- 28. Turgenjew: Aufzeichnungen eines Jägers
- 29. Fontane: Cécile
- 30. Aischylos: Die Tragödien
- 31. Jane Austen: Emma
- 32. Boccaccio: Das Dekameron
- 33. Chaucer: Canterbury-Geschichten
- 34. Rabelais: Gargantua
- 35. Heine: Buch der Lieder
- 36. Herodot: Geschichten
- 37. Wieland: Die Abderiten
- 38. Racine: Phädra / Athalia
- 39. Gottfried Keller: Der grüne Heinrich
- 40. Hamsun: Das letzte Kapitel
- 41. Goethe / Schiller: Briefwechsel
- 42. Gérard de Nerval: Aurélia (französisch/deutsch)
- 43. Homer: Ilias
- 44. Flaubert: Trois Contes / Drei Erzählungen (französisch/deutsch)
- 45. Raabe: Das Odfeld
- 46. Manzoni: Die Verlobten
- 47. Shakespeare: Liebes Leid und Lust / Richard III / Macbeth
- 48. Walther von der Vogelweide: Gedichte
- 49. Abbé Prévost: Manon Lescaut
- 50. Proust: Combray
- 51. George Eliot: Silas Marner
- 52. Pindar: Siegeslieder
- 53. Lessing: Dramen
- 54. Hölderlin: Hyperion
- 55. Corneille: Polyeukt / Rodogyne
- 56. Emily Brontë: Sturmhöhe
- 57. Tasso: Aminta
- 58. Grimmelshausen: Der abenteuerliche Simplicissimus
- 59. Georg Büchner: Leonce und Lena / Dantons Tod / Woyzeck
- 60. Brüder Grimm: Kinder- und Hausmärchen
- 61/1 und 61/2 Leo Tolstoi: Anna Karenina
- 62. Der Roman von Tristan und Isolde
- 63. Baudelaire: Les Fleurs du Mal / Die Blumen des Bösen
- 64. Laurence Sterne: Leben und Meinungen des Tristram Shandy
- 65. Gogol: Petersburger Novellen
- 66. Meredith: Diana vom Kreuzweg
- 67. Henry James: Bis zum Äußersten
- 68. Balzac: Vetter Pons
- 69. Edgar Allan Poe: Die denkwürdigsten Erlebnisse des Arthur Gordon Pym
- 70. Vergil: Aeneis
- 71. Strindberg: Ein Traumspiel / Die Brandstätte
- 72. Menander: Das Schiedsgericht / Der Menschenfeind
- 73. Goldsmith: Der Pfarrer von Wakefield
- 74. Lope de Vega: Das Dorf Fuente Ovejuna / Sein ist Schein
- 75. Goldoni: Der Diener zweier Herren / Mirandolina
- 76. Homer: Odyssee
- 77. Thackeray: Die Geschichte des Henry Esmond
- 78. Vagantendichtung (lateinisch/deutsch)
- 79. Kardinal Retz: Aus den Memoiren
- 80. Puschkin: Pique-Dame und andere Erzählungen
- 81. Sophokles: Die Tragödien
- 82. Lichtenberg: Gedankenbücher
- 83. Montaigne: Essays
- 84. Hartmann von Aue: Der arme Heinrich
- 85. Platon: Phaidros
- 86. Horaz: Carmina
- 87. Cooper: Die Prärie
- 88. Novalis: Heinrich von Ofterdingen
- 89. Schiller: Die Gedichte
- 90. Dante: Vita Nuova / Das neue Leben
- 91. Jean Paul: Flegeljahre
- 92. Lermontow: Ein Held unserer Zeit
- 93. Dickens: Harte Zeiten
- 94. Montesquieu: Persische Briefe
- 95. Hawthorne: Der Marmorfaun
- 96. Voltaire: Die Prinzessin von Babylon / Zadig
- 97. Eichendorff: Ahnung und Gegenwart
- 98. Mérimée: Die Venus von Ille und andere Erzählungen
- 99. und 100. Goethe: Gedichte in zwei Bänden